# Everhard Spelberg
Everhard Dirk Spelberg (Nieuwveen, 21 mei 1898 - Soest, 8 juni 1968) was een Nederlands predikant en omroeppionier, die vooral bekend werd als medeoprichter en langjarig bestuurder van de VPRO.

## Biografie
Spelberg volgde een opleiding aan de Landbouwhogeschool Wageningen, maar besloot na zijn kandidaatsexamen predikant te worden. Hij studeerde theologie in Utrecht en Leiden. Na zijn studie werd hij predikant in Egmond aan den Hoef en later in Nijmegen.
In 1926 was ds. Spelberg een van de oprichters van de VPRO; hij werd secretaris van het bestuur. Eerste voorzitter werd Nicolette Bruining. Tot haar aftreden in 1956 zouden zij intensief samenwerken. Als laatst opgerichte en kleinste van de Nederlandse omroepverenigingen had de VPRO een moeizaam begin, waarin zij weinig zendtijd had en soms van zender wisselde. Pas na het Zendtijdbesluit van 1930 kreeg zij een vaste plaats in het Hilversums bestel.
Spelberg kwam in 1936 in vaste dienst van de VPRO, als predikant-secretaris, in feite directeur. Hij verzorgde vele uitzendingen, zoals morgen- en avondwijdingen en religieuze voordrachten. Zijn bekendste programma was de serie Gesprekken met luisteraars. Deze radiopraatjes vormden de basis van zijn dissertatie, waarop hij in 1945 promoveerde.
Tijdens de Tweede Wereldoorlog gedroegen de meeste omroepbestuurders zich zeer meegaand ten opzichte van de bezetter. Zo niet Spelberg en zijn vrouw, die ook een vaste medewerker van VPRO-programma's in de begintijd was. Nadat in 1941 de omroepverenigingen waren opgeheven en de Nederlandsche Omroep de uitzendingen overnam, werd in het VPRO-gebouw een crèche voor kinderen van NSB-omroepmedewerkers gevestigd. De Spelbergs mochten wel boven de oude studio blijven wonen en dachten: hier zal men wel geen onderduikers zoeken, en dus namen ze een Joods jongetje in huis.

## Na de oorlog
Na de bevrijding had Spelberg, die voorstander was van één nationale omroep, zijn hoop gevestigd op Radio Herrijzend Nederland. Er kwam een compromis in de vorm van Radio Nederland in den Overgangstijd (RNIO). Spelberg werd programmadirecteur van de nationale omroep. In 1947 kwamen de oude omroepen echter weer terug. Spelberg bleef leidinggevende van de VPRO tot zijn pensioen in 1964. Hij pleitte voor een verbreding van het takenpakket naast godsdienstige uitzendingen en verwees bij die heroriëntatie naar ds. Krijn Strijd in 1948.
Everhard Spelberg overleed op 70-jarige leeftijd. Hij werd begraven op het kerkhof van zijn eerste gemeente, Egmond aan den Hoef.